# فلاديسلاف ايفانوف (لاعب كرة طائرة)
فلاديسلاف ايفانوف (14 مارس 1987 في بلغاريا - ) هو لاعب كرة طائرة بلغاريا في مركز ليبرو ‏. لعب مع Nice Volley-Ball ‏.